# Albert II de Weimar-Orlamünde
Albert II, né vers 1184 et mort avant le  22 octobre 1245, est un membre de la maison d'Ascanie, fils du comte Siegfried III de Weimar-Orlamünde. Il fut comte de Weimar-Orlamünde de 1206 jusqu'à sa mort. Vers 1202, il est nommé comte de Holstein (Nordalbingie) par le roi Valdemar II de Danemark ;  il a perdu cette position après la défaite danoise dans la bataille de Bornhöved en 1227.

## Biographie
Albert est le fils cadet de Siegfried III (mort en 1206), comte de Weimar-Orlamünde en Thuringe, et de son épouse Sophie (1159–1208), une fille du roi Valdemar Ier de Danemark. 
Après la conquête danoise de la Nordalbingie, partie nord du duché de Saxe, en 1201, Albert est investi par son oncle le roi Valdemar II de Danemark probablement en 1202 du Holstein, avec les pays des Wagriens et les seigneuries de Stormarn, de Lauenbourg, de Ratzebourg et de Dassow qui constituent un « comté de Nordalbingie ». 
Albert poursuit la politique de ses prédécesseurs les comtes de la maison de Schauenbourg de 1211 et 1218 en établissement la domination du pays par la colonisation, les fondations religieuses comme celle du monastère de Preetz et l'implantation de la féodalité. Fidèle de son oncle il participe aux combats de Valdemar II contre divers princes du Saint-Empire et à la conquête de l'Estonie en 1217 / 1218. 
Lorsque Valdemar II est enlevé avec son fils aîné au cours d'une chasse par le comte Henri de Schwerin en 1223, Albert est nommé régent du royaume et dirige les négociations pour la libération du roi. Après le rejet par Albert des conditions très dures d'Henri de Schwerin proposées en 1224, les combats reprennent contre la coalition de princes saxons et Albert est vaincu et capturé à son tour en janvier 1225 lors de la bataille de Mölln. Il demeure prisonnier jusqu'à la paix finale après la bataille de Bornhöved en 1227. Plus tard, il a reçoit de Valdemar II Als comme un fief en compensation du démantèlement de son domaine et de la perte du Holstein .
Albert épouse en 1211 Hedwige (morte en 1247), une fille du landgrave Hermann Ier de Thuringe, leur union demeure stérile.